# 双岗站
双岗站是廣州地鐵13號線的其中一個車站，位於中国广东省广州市黄埔区黄埔東路文船路口的地底，于2017年12月28日开通。

## 車站結構

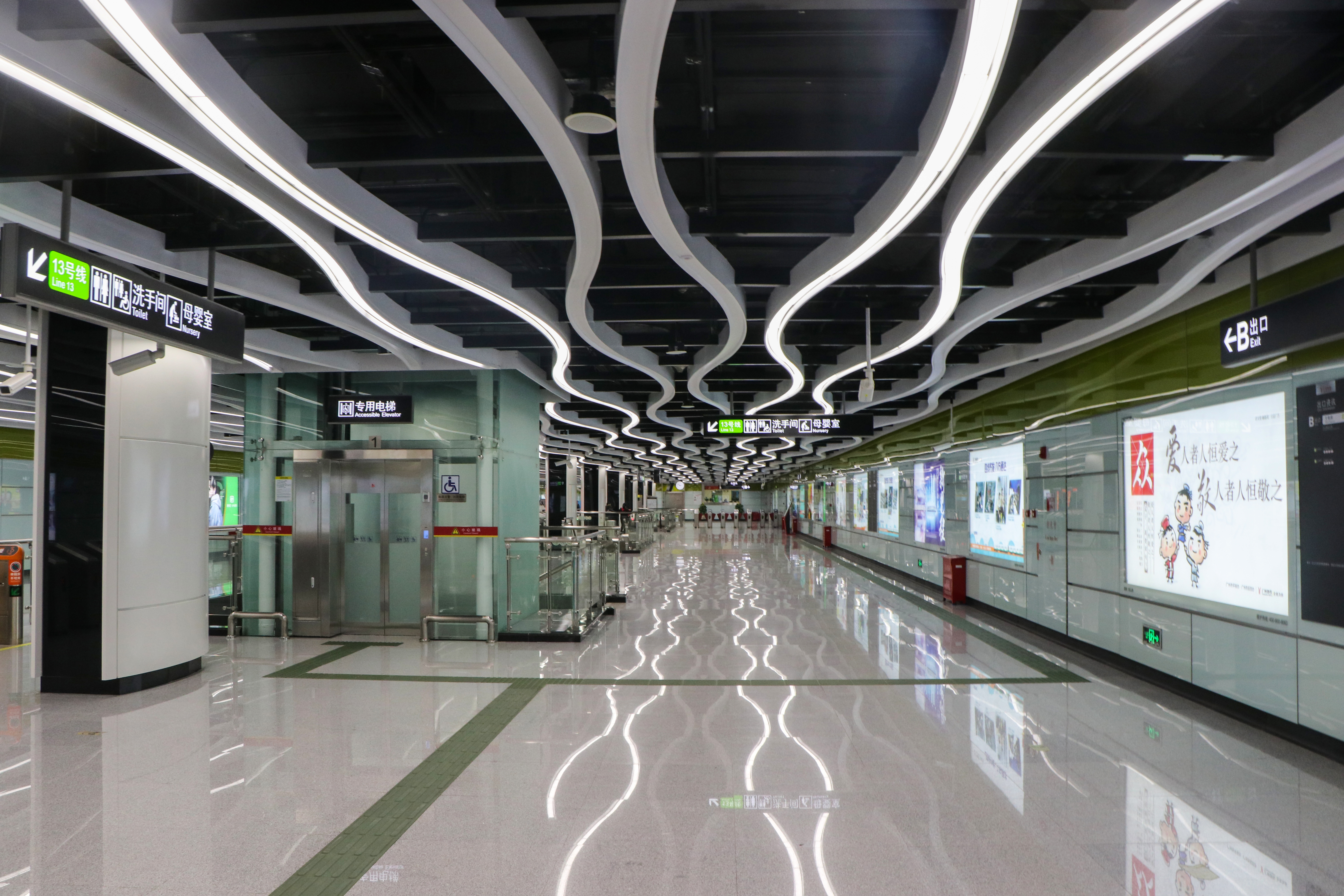
站厅

### 車站樓層
本站共有兩層。地面為黃埔東路、文船路、广新路、雙崗村及其它建築；地下一層為站廳；地下二層為站台。
| 地下一层 | 站厅                       | 售票機、客服中心、商店、警务室、安检设施 |  |  |
| 地下二层 | 2 站台                     | █13号线 鱼珠方向（下站：裕丰围）         |  |  |
|          | 岛式站台（卫生间、母婴室） |                                          |  |  |
|          | 1 站台                     | █13号线 新沙方向（下站：南海神庙）       |  |  |

### 站厅
雙崗站站厅設有售票機、自动售卡/充值机、客務中心，以及便利店、面包糕饼店等设施。
为方便行人进出，站厅东侧被划分为收费区，收费区内设有一台专用电梯，以及多组扶手电梯和楼梯供乘客来往于站厅及月台层。

### 月台
本站設有一個島式月台，位於黃埔東路北邊的地底。本站的卫生间和母婴室均设于月台西端。

1号月台全景图

另外，本站东端設有一組雙存車線。

### 出入口
雙崗站目前设有3个出入口供乘客进出。车站开通时仅设有位于黄埔东路南侧的A、B出入口，而位于道路北侧的C口因施工影响延至2023年10月30日才启用。
|                                           |                                                       |      |          |                                                                                          |
| 編號                                      | 设施                                                  | 照片 | 出口指示 | 建議前往的目的地                                                                         |
| A                                         | 盲道标志 · 升降机标志 · 无障碍通道标志 · 扶手电梯标志 |      | 黃埔東路 | BRT文园（地铁双岗站）站、黄埔东路（石化南路）公交车站、黄埔东路（石化南路）公交总站      |
| B                                         | 盲道标志 · 扶手电梯标志                               |      | 文船路   | 红山公交车站（东行）                                                                     |
| C                                         | 盲道标志 · 扶手电梯标志                               |      | 黃埔東路 | 牛山炮台公園、黄埔东路（石化南路）公交车站、红山公交车站（西行）、文船生活区东区公交车站 |
| 註： 設有 \| 設有 \| 設有 \| 設有扶手電梯 |                                                       |      |          |                                                                                          |

## 接驳交通
| 编号 | 编号 | 线路             | 线路 | 线路             | 收费 | 备注 |
| ---- | ---- | ---------------- | ---- | ---------------- | ---- | ---- |
|      | B1   | 体育中心         | ⇆    | 鹿鸣山           | 2元  |      |
|      | B26  | 凌塘村           | ⇆    | 护林路东         | 2元  |      |
|      | B28  | 地铁鱼珠站       | ⇆    | 保税区（酒博城） | 2元  |      |
|      | B29  | 奥林匹克体育中心 | ⇆    | 博汇商业区       | 2元  |      |

| 编号 | 编号  | 线路                   | 线路                  | 线路                  | 收费                  | 备注                                                                   |
| ---- | ----- | ---------------------- | --------------------- | --------------------- | --------------------- | ---------------------------------------------------------------------- |
|      | 广378 | 已于2024年5月5日停办   | 已于2024年5月5日停办  | 已于2024年5月5日停办  | 已于2024年5月5日停办  | 已于2024年5月5日停办                                                   |
|      | 581   | 长福路                 | ⇆                     | 黄埔东路（石化南路）  | 3元                   |                                                                        |
|      | 943   | 萝岗香雪（梅花世界）   | ⇆                     | 黄埔东路（石化南路）  | 2元                   | 萝岗香雪（梅花世界）方向经水西路中，黄埔东路（石化南路）方向经香雪山南 |
|      | B27   | 已于2025年4月26日停办  | 已于2025年4月26日停办 | 已于2025年4月26日停办 | 已于2025年4月26日停办 | 已于2025年4月26日停办                                                  |
|      | 夜41  | 广州火车站（草暖公园） | ⇆                     | 保税区（酒博城）      | 4元                   | B28路附属线路                                                          |
|      | 夜104 | 黄埔东路（石化南路）   | ⇆                     | 萝岗香雪（梅花世界）  | 3元                   | 经地铁萝岗站 339路附属线路                                             |

| 编号 | 编号 | 线路                   | 线路 | 线路               | 收费 | 备注          |
| ---- | ---- | ---------------------- | ---- | ------------------ | ---- | ------------- |
|      | 434  | 华坑生态村             | ↻    | 地铁大沙地站       | 2元  |               |
|      | 夜41 | 广州火车站（草暖公园） | ⇆    | 保税区（酒博城）   | 4元  | B28路附属线路 |
|      | 夜73 | 地铁双沙站             | ⇆    | 埔南路（翡翠绿洲） | 3元  | B26路附属线路 |

## 歷史
本站最早出現在1997年的地鐵規劃方案中，為當時3號線的一個中途站，位置已與現時相近。其後在2003年方案中本站成為5號線的一站。之後該方案局部修改，本站成為當時14號線的中途站。隨後在2008年方案中，原14號線被分拆重組成多條線路，最終本站確定成為13號線的中途站，並隨13號線首期動工興建。
本站规划时曾用名文園站，在13號線首期各站初定站名公示中，本站定名双岗站。最終經廣州地鐵集團申報，廣州市民政局地名辦確定以双岗站作為車站正式名稱。
2016年11月30日，本站主体结构封顶。同年12月28日，本站隨13號線首期開通而啟用。
2020年5月22日，受当天凌晨广州的特大暴雨影响，13号线全线停運。本站亦隨之停運關閉，至5月29日隨魚珠至沙村段恢復運營而重開。
本站C出入口早在2016年便开始前期准备，但因广深沿江高速施工影响而暂停。后在各方协调下，C口于2022年8月10日恢复动工，2023年10月30日正式启用。
2022年年末疫情期间，本站曾受防控措施影响，于2022年11月7日暂停服务。